# Nokia N90

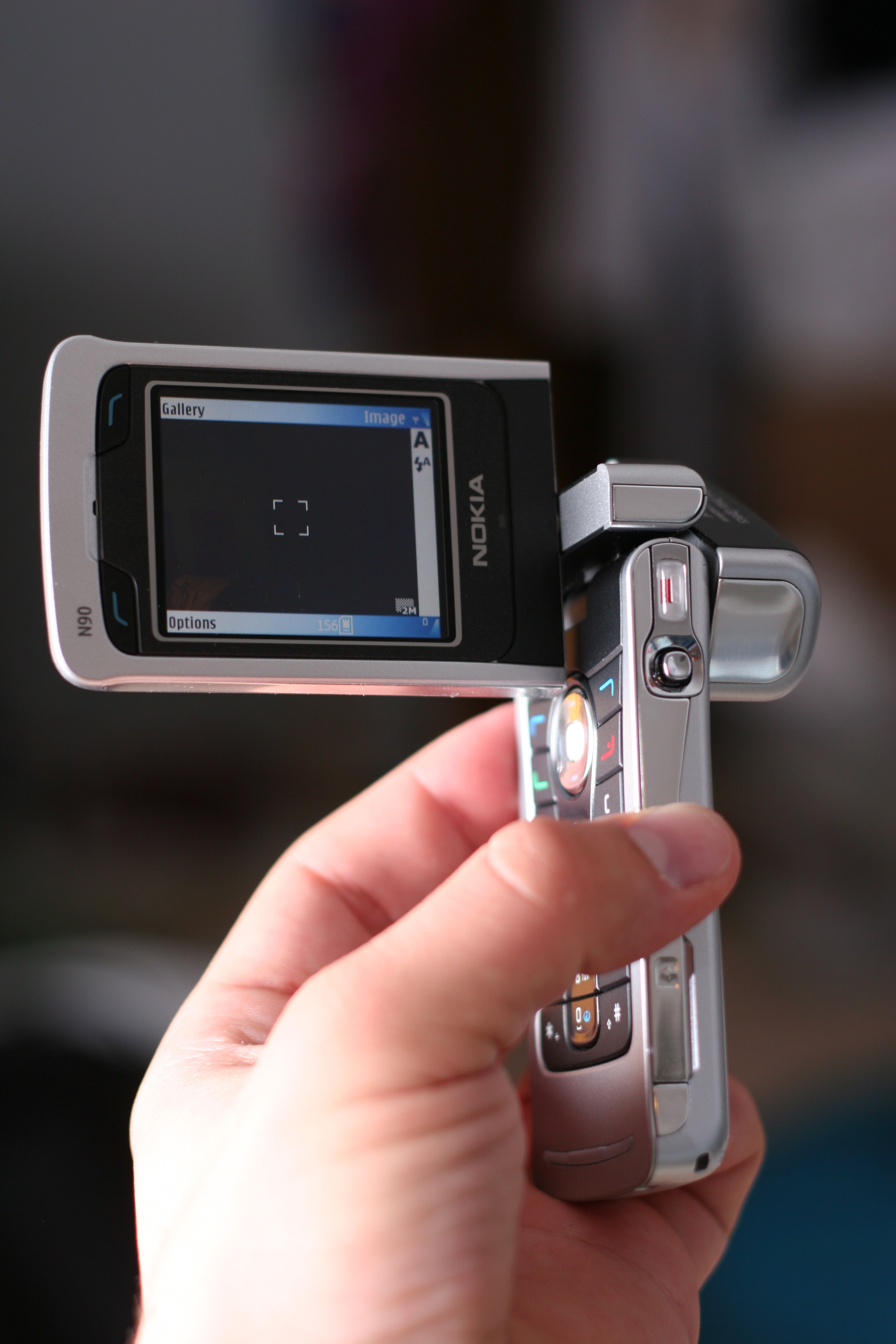
Nokia N90

Nokia N90 är en mobiltelefon av smartphone-typ tillverkad av Nokia. Nokia N90 släpptes till försäljning 2005.